# Овчинников, Кирилл Владимирович
Кири́лл Влади́мирович Овчи́нников (7 августа 1933, Ленинград, СССР — 11 сентября 2009, Санкт-Петербург, Российская Федерация) — советский и российский художник-иллюстратор, Заслуженный художник РСФСР (1983), член Санкт-Петербургского Союза художников (до 1992 года — Ленинградской организации Союза художников РСФСР).

## Биография
Учился в средней художественной школе при Ленинградском институте живописи, скульптуры и архитектуры им. И.Е. Репина (1947-50). В старших классах заинтересовался книжной графикой, поступил на графический факультет этого же института, продолжив обучение в мастерской профессора М. А. Таранова. Успешно окончив институт в 1959 году, сотрудничал со многими издательствами, такими, как: «Детская литература», «Малыш», «Художественная литература». К. В. Овчинников был представителем высокой профессиональной культуры и глубоких художественных традиций, присущих Ленинградской школе книжной графики.
Похоронен на Смоленском православном кладбище Санкт-Петербурга.